# Гудима Федір Авксентійович
 Фе́дір Авксе́нтійович Гуди́ма (14 березня 1879, Полтава — 20 жовтня 1966, США) — полковник Армії УНР, начальник нагородної частини штабу Армії УНР, командир Східного кавалерійського відділу № 281 у складі сухопутних військ Вермахту.

## Життєпис
Випускник Петровського Полтавського кадетського корпусу (1898), Костянтинівського артилерійського училища. Станом на 1 січня 1910 р. — штабс-капітан Варшавської фортечної артилерії. Останнє звання у російській армії — підполковник.
Згадується в деяких дослідженнях як командир 4-го Сірожупанного полку у 1918 p., однак за списками Військового міністерства Української Держави цю посаду обіймав полковник Михайло Гудима. З 20 листопада 1920 р. — начальник нагородної частини штабу Армії УНР.
У 1943–1945 pp. — командир Східного кавалерійського відділу № 281 у складі сухопутних військ німецької армії (Вермахту). 19 березня 1945 р. цей відділ увійшов до складу Української національної армії.
З 1950 р. жив на еміграції у США, помер у Кепільсбурзі (Нью-Джерсі). Похований в Саут-Баунд-Брук, США.